# Ælfwald I av Northumbria
Ælfwald I av Northumbria, död 788, var en engelsk monark. Han var kung av Northumbria 779–788. 